# Котляренко, Михаил Григорьевич
Котляренко Михаил Григорьевич (22 февраля 1904, Оситняжка, Херсонская губерния — 10 февраля 1980, Еленовское, Краснодарский край) — советский шахтёр, проходчик шахты № 10 комбината «Кузбассуголь» города Осинники, Герой Социалистического Труда (1948).

## Биография
Родился 22 февраля 1904 года в селе Оситняжка Александрийского уезда Херсонской губернии (ныне Кропивницкого района Кировоградской области Украины) в семье крестьянина. Двадцатипятилетним парнем Михаил Котляренко ушёл на шахту в Донбасс. Работал сначала коногоном, а затем забойщиком в шахте № 11-бис «Смолянка» Донецка. В те годы все работы по добыче угля выполнялись шахтёрами вручную, при помощи кайла, обушка, санок, тачки.
В 1929 году переехал в Кузбасс и поступил на работу в шахту «Капитальная-2» города Осинники. Работал крепильщиком, забойщиком, навалоотбойщиком.
Работал проходчиком на шахте № 10. Через два года стал опытным рабочим-скоростником по прохождению горных выработок, известным во всём Кузнецком бассейне.
Непревзойдённый мастер, он выработал свой оригинальный метод проходки горных выработок, новую систему расположения шпуров, смело перешёл на бурение глубоких шпуров. Изменив общепринятую технологию прохождения выработок, талантливый новатор-проходчик добился резкого сокращения простоев, роста производительности труда и увеличения подвигания горных выработок.
С 1936 года, на протяжении 12 лет, он ежемесячно перевыполнял свои задания. В 1946 году М. Г. Котляренко выполнил годовую норму на 164 %, в 1947 — на 183 %, а в 1948 — на 202 %. За 10 месяцев 1948 года он выработал две годовые нормы.
В августе 1949 Котляренко работал в счёт 1955 года и горком ВКП(б), горком Союза угольщиков и управление треста «Молотовуголь» по итогам соревнования присвоили ему звание «Лучший проходчик рудника по углю». В то время проходчик участка № 7 Котляренко М. Г. шахты № 10 выполнял норму выработки на 300 %.
За многолетнюю и безупречную работу приказом Министра угольной промышленности СССР М. Г. Котляренко присвоено звание «Почётный шахтёр». Он награждён также медалью «За трудовую доблесть».
В 1954 году М. Г. Котляренко вышел на пенсию. Жил в селе Еленовское Красногвардейского района ныне Республики Адыгея. Умер 10 февраля 1980 года. Похоронен в селе Еленовское Красногвардейского района.

## Награды
- За выдающиеся успехи в увеличении добычи угля и внедрение передовых методов работы, Котляренко М. Г. Указом Президиума Верховного Совета СССР от 28 августа 1948 года было присвоено звание Героя Социалистического Труда с вручением ордена Ленина и золотой медали «Серп и Молот».
- В октябре 1948 года, за долгий и безупречный труд в угольной промышленности, награждён медалью «За трудовую доблесть».